# 达恩·波特拉
达恩·波特拉（羅馬尼亞語：Dan Potra，1979年7月28日—），罗马尼亚男子竞技体操运动员。他曾代表罗马尼亚参加2004年夏季奥林匹克运动会体操比赛，获得男子团体全能铜牌。